# Чарлі Мерфі
Чарльз Квінтон «Чарлі» Мерфі (англ. Charles Quinton «Charlie» Murphy; 12 липня 1959, Бруклін, Нью-Йорк — 12 квітня 2017, Нью-Йорк, США) — американський актор, комік і сценарист.

## Біографія
Чарльз Квінтон «Чарлі» Мерфі народився 12 липня 1959 року в Брукліні, Нью-Йорк. Будучи підлітком, він провів десять місяців у в'язниці. У 1978 році, коли Мерфі був звільнений з в'язниці, він був зарахований у ВМС США і служив протягом 6 років як котельний технік.
Відомий за такими фільмами та серіалами як «Ніч у музеї», «Зірки бару» і «1000 способів померти». Актор серіалу «Шоу Шаппелла». Чарлі також відомий по своїй роботі з молодшим братом Едді Мерфі. Мерфі озвучував відеоігри, включаючи Grand Theft Auto: San Andreas.
12 серпня 1997 року Чарлі одружився з Тішою Тейлор. У подружжя народилося двоє спільних дітей — син Ксав'єр Мерфі (нар.1998/9) і дочка Ева Мерфі (нар. 2005/6), у Мерфі також була дитина від попередніх стосунків. 13 грудня 2009 року дружина Мерфі, Тіша, померла від раку шийки матки.
Після смерті дружини, Чарлі був поставлений діагноз лейкемія. Вранці 12 квітня 2017 року Мерфі помер від ускладнень хвороби в нью-йоркському госпіталі у віці 57-ми років.

## Вибрана фільмографія
актор
| Рік       |    | Українська назва                                | Оригінальна назва                               | Роль                  |
| --------- | -- | ----------------------------------------------- | ----------------------------------------------- | --------------------- |
| 1989      | ф  | Ночі Гарлема                                    | Harlem Nights                                   | Джиммі                |
| 1990      | ф  | Блюз про краще життя                            | Mo' Better Blues                                | Еггі                  |
| 1991      | ф  | Тропічна лихоманка                              | Jungle Fever                                    | Livin' Large          |
| 1993      | ф  | СіБі 4: Четвертий поспіль                       | CB4                                             | Гасто                 |
| 2004      | вг | Grand Theft Auto: San Andreas                   | Grand Theft Auto: San Andreas                   | Джиззі Бі             |
| 2005—2010 | с  | Гетто                                           | The Boondocks                                   | Ед Ванклер-третій     |
| 2006      | ф  | Marc Ecko’s Getting Up: Contents Under Pressure | Marc Eckō's Getting Up: Contents Under Pressure | Білий Майк            |
| 2006      | ф  | Ніч в музеї                                     | Night at the Museum                             | таксист               |
| 2007      | ф  | Хитрощі Норбіта                                 | Norbit                                          | Пес Ллойд             |
| 2010      | ф  | Сімейне весілля                                 | Our Family Wedding                              | Ті Джей               |
| 2010      | ф  | Лотерейний білет                                | Lottery Ticket                                  | «Семедж» (Джеймс)     |
| 2013      | с  | Гаваї 5.0                                       | Hawaii Five-0                                   | Дон МакКінні          |
| 2014—2015 | с  | Чорний Ісус                                     | Black Jesus                                     | Віктор «Вік» Харгроув |
| 2016      | с  | Черепашки Ніндзя                                | Teenage Mutant Ninja Turtles                    | Беллібомб             |
| 2017      | с  | Влада в нічному місті                           | Power                                           | Маршал Вільямс        |

сценарист
- 1995 — «Вампір з Брукліна» / Vampire in Brooklyn
- 2007 — «Прийоми Норбіта» / Norbit